# Skateboard Kid 2
Skateboard Kid 2 è un film del 1994 diretto da Andrew Stevens.
È il sequel del film Magie del cuore del 1993.

## Trama
Dopo aver visto alcuni ragazzi gareggiare con lo skateboard, il dodicenne Sammy decide di costruirsi uno skate tutto suo. Grazie all'aiuto del misterioso Zeno, il suo skateboard diventa per magia eccezionale e Sammy diventa così il miglior skateboarder della città. I ragazzi del luogo, temendo che Sammy possa batterli in un torneo locale, complottano per distruggere il suo skate.